# المحاضرة الأخيرة
المحاضرة الأخيرة (بالإنجليزية: The Last Lecture)‏ هي محاضرة ألقاها باوش في سبتمبر عام 2007 في جامعة كارنيجي ميلون، وكان عنوانها «أن تحقق فعلاً أحلام طفولتك» وهي تعد واحدة من أكثر المحاضرات إلهاماً. أصدرت بعدها دار نشر هايبيرن كتاباً مبني على المحاضرة وكان الكتاب ضمن قائمة نيويورك تايمز للكتب الحاصلة على أفضل مبيعات. وتوجد نسخة من الكتاب مترجمة إلى العربية من إصدارات مكتبة جرير.

## وصلات خارجية
- نص المحاضرة الأخيرة لراندي باوش مترجم للعربية.